# Abbruchhammer

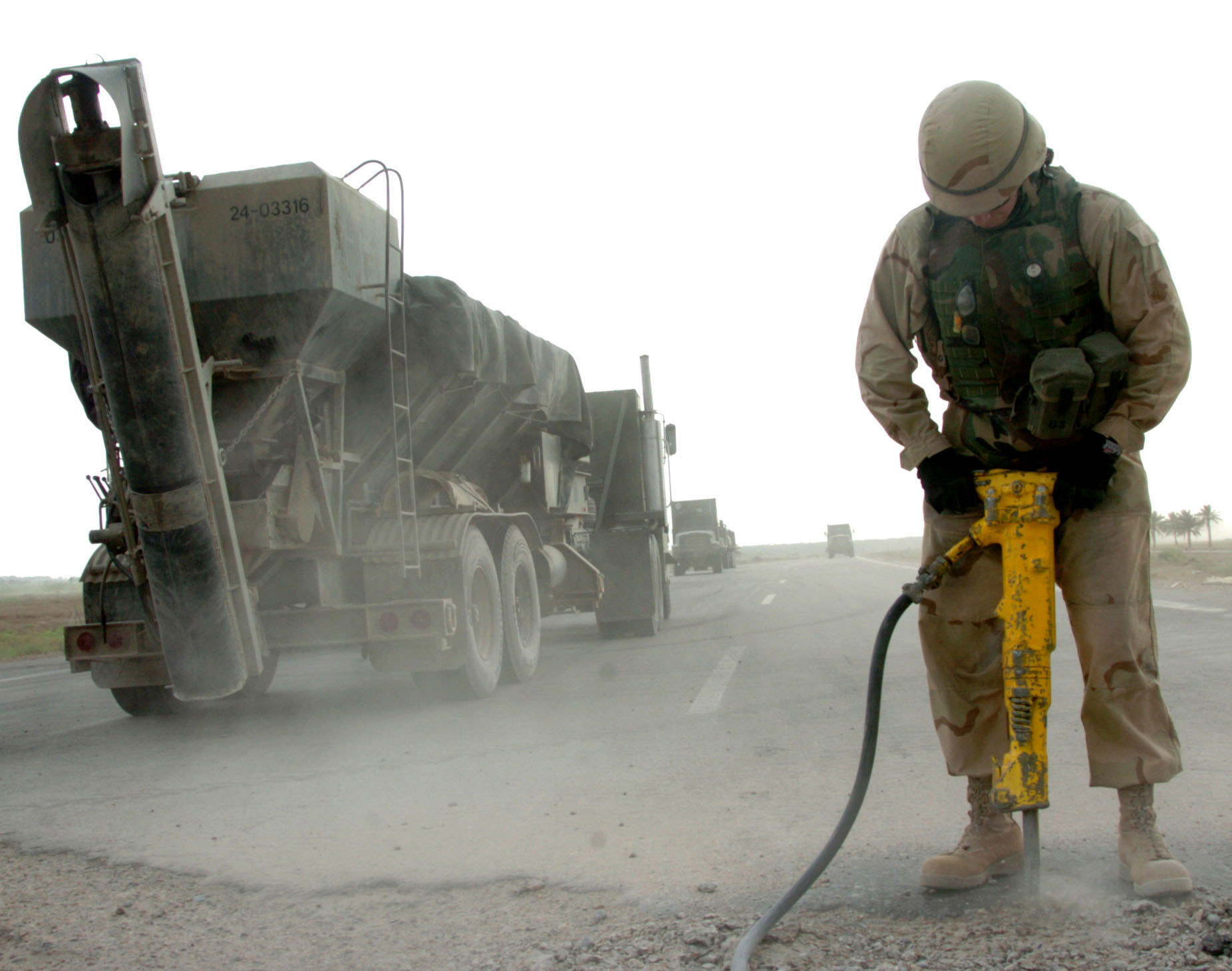
Pneumatisch betriebener Abbruchhammer beim Straßenaufbruch

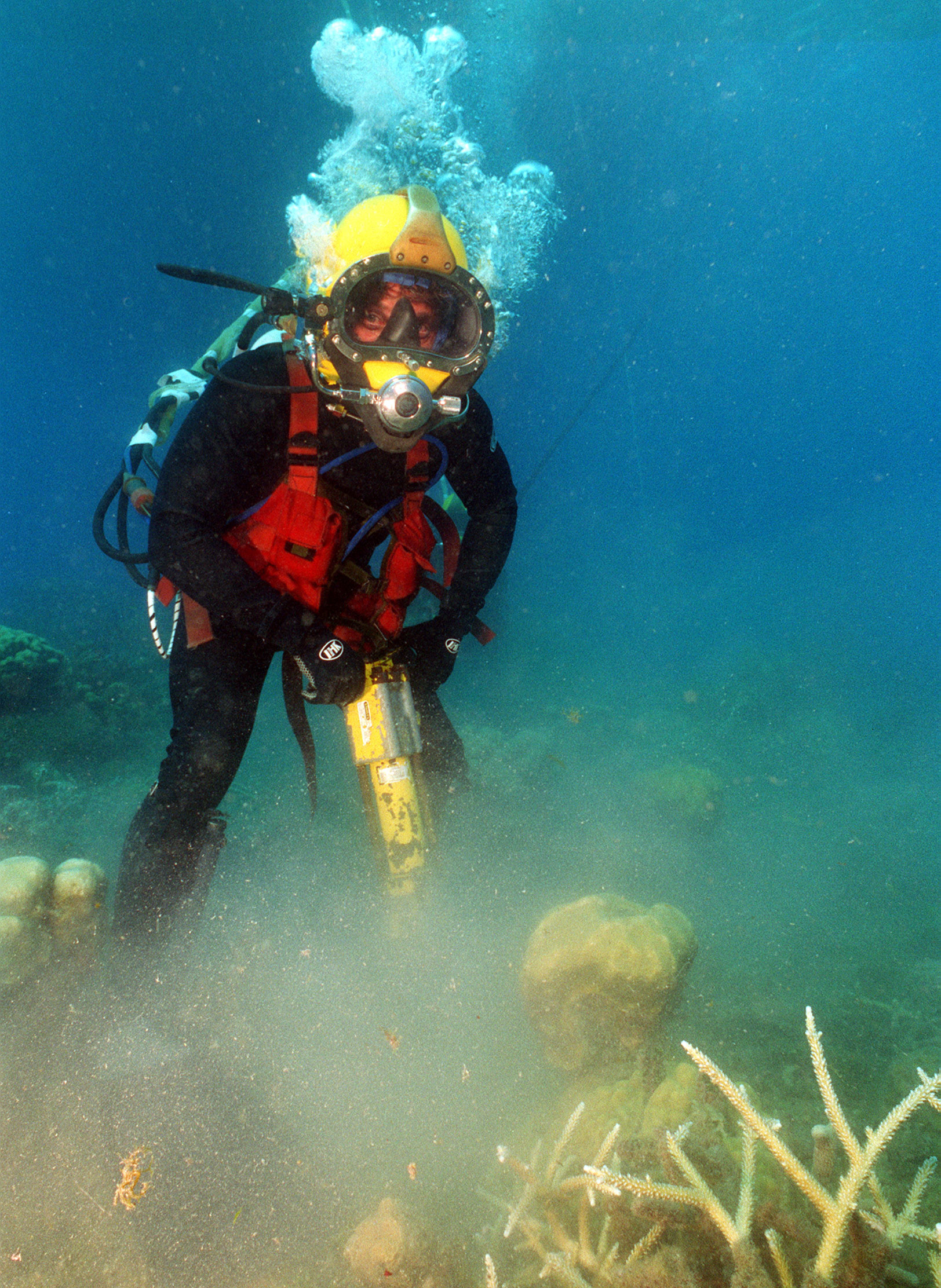
Hydraulisch betriebener Abbruchhammer für den Einsatz unter Wasser

Der Abbruchhammer, auch Abbau-, Aufbrech- oder Meißelhammer, in der Schweiz und Vorarlberg umgangssprachlich auch Spitzmaschine genannt, ist ein elektrisch, durch Verbrennungsmotor, hydraulisch oder pneumatisch angetriebenes Werkzeug. Es wird zum Aufreißen, Abbrechen oder Meißeln von z. B. Fundamenten, Decken oder anderen Baukonstruktionen aus Beton oder sonstigen steinernen Werkstoffen, zum Graben von Kanälen und Rinnen sowie für Stemmarbeiten an Asphaltdecken genutzt. Weiter werden Abbruchhämmer für Rammkernsondierungen verwendet, um die Sonden und das Gestänge einzuschlagen. Bekannteste Ausführung ist der pneumatisch angetriebene Presslufthammer (Drucklufthammer).
Im Gegensatz zur Schlagbohrmaschine dreht sich das Werkzeug beim Abbruchhammer nicht, der Meißel zermürbt den bearbeiteten Werkstoff durch Schläge. Durch sein relativ hohes Gewicht ist er vornehmlich senkrecht bei der Arbeit einzusetzen, horizontale Arbeiten lassen sich mit einem Abbruchhammer je nach Bauform und Größe nur kurz oder gar nicht durchführen. Bei der Arbeit mit dem Abbruchhammer sollte wegen der Lärmentwicklung und der Gefährdung durch umherfliegende Steinsplitter unbedingt ein Gehörschutz und eine Schutzbrille getragen werden.